# NGC 3519
NGC 3519 је расејано звездано јато у сазвежђу Прамац које се налази на NGC листи објеката дубоког неба.
Деклинација објекта је - 61° 22' 5" а ректасцензија 11h 4m 2,7s. Привидна величина (магнитуда) објекта NGC 3519 износи 7,7. NGC 3519 је још познат и под ознакама OCL 844, ESO 128-SC30.